# 福尔多夫
福尔多夫是德国下萨克森州的一个市镇。总面积19.26平方公里，总人口3180人，其中男性1597人，女性1583人（2011年12月31日），人口密度165人/平方公里。